# Kościół św. Karola Boromeusza w Pińsku
Kościół św. Karola Boromeusza w Pińsku (biał. Касцёл Св. Карла Барамеўша; ros. Костёл Св. Карло Борромео) – kościół zbudowany w latach 1770–1782 znajdujący się w Pińsku na dawnym przedmieściu Karolin. 

## Historia
W r. 1690 Jan Karol Dolski, starosta piński i marszałek w. lit. założył nową osadę o charakterze miasteczka – Karolin (nazwaną od jego drugiego imienia), położoną ok. 1,5 km na wschód od Pińska. Na przestrzeni pięciu lat wzniósł w miasteczku ufortyfikowany dwór, a także sprowadził tam z Włoch księży komunistów, dla których ufundował drewniany kościół i klasztor. Po śmierci Dolskiego miejscowość wraz z ręką jego córki Katarzyny odziedziczył Michał Serwacy Wiśniowiecki (1680–1744), który przebudował dwór na okazały zamek otoczony fosą oraz wałem z bastionami, który podczas wojny północnej w r. 1706 został zniszczony przez wojska szwedzkie, niemniej jego relikty przetrwały do okresu międzywojennego. W r. 1799 miasteczko zostało włączone w granice Pińska.
Kościół komunistów p.w. Św. Karola Boromeusza wzniesiono w r. 1695, w pn.-wsch. części miasteczka Karolin, przy pn. pierzei rynku, niemal dokładnie na osi zamku, zajmującego pierzeję pd. Jego wygląd znany jest dzięki wizytacji z r. 1732 - była to niewielka drewniana, dwuwieżowa świątynia, na której wyposażenie składało się pięć ołtarzy. W r. 1737 za ołtarzem (co sugeruje, że świątynia miała proste zamknięcie, bez wydzielonego prezbiterium) dobudowano drewnianą zakrystię. Księża mieszkali w budynku drewnianej plebanii-klasztoru, usytuowanej za prezbiterium.
Nową, murowaną świątynię wzniesiono w r. 1782 kosztem ówczesnego proboszcza ks. Tomasza Lipczyńskiego. Najpewniej wobec braku funduszy przed r. 1790 kolejny administrator ks. Kacper Dąbrowski odnowił drewniane wyposażenie ze starego kościoła i zainstalował je w nowym. W r. 1836, po śmierci ostatniego z księży komunistów, Izydora Kontowicza, działalność zgromadzenia komunistów w Pińsku wygasła. W kościele nabożeństwa odprawiano jedynie raz w roku i ulegał on stopniowej dewastacji. Na rysunku Heleny Skirmunttowej z r. 1868 kościół jest w złym stanie, widoczne są ubytki tynku, a także rośliny (w tym sporej wielkości krzewy) wyrastające na dachach. W r. 1912 kapelanem kościoła mianowano ks. Kazimierza Bukrabę, późniejszego biskupa, który czynił starania o odnowienie i remont. Po I wojnie światowej – jak widać na fotografiach archiwalnych – zniknęło większość wyposażenia kościoła, w tym ołtarz główny, trzy ołtarze boczne, ambona i ławki. Można więc przypuszczać, że świątynia została zajęta przez wojska okupacyjne i użytkowana niezgodnie z przeznaczeniem, np. jako skład lub lazaret. W okresie międzywojennym kościół pełnił funkcję filialnego parafii katedralnej, zaaranżowano wtedy prowizoryczny wystrój, z użyciem reliktów dawnego wyposażenia. W r. 1932 został tu ochrzczony późniejszy wybitny reporter – Ryszard Kapuściński. Drugą wojnę światową przetrwał bez zniszczeń i został zamknięty dopiero w r. 1960, kiedy ulokowano w nim magazyn. W latach 1980-1983 dokonano adaptacji świątyni na salę wystawową, zapewne wówczas przepadła reszta wyposażenia. W r. 1993 budynek został przearanżowany na salę koncertową i zainstalowano w nim organy elektronowe. W r. 2013 przeprowadzono gruntowny remont, m.in. dachu a elewację pd.-wsch. połączono poprzez łącznik z nowym budynkiem mieszczącym kasy i hall. W oknach umieszczono współczesne witraże o tematyce świeckiej. W celu przystosowania do obecnej funkcji w prezbiterium zbudowano drewnianą estradę, w nawie zostały ustawione rzędy foteli.

## Architektura
Kościół usytuowany jest w pn.-wsch., części obecnego centrum miasta, na placu otoczonym zabudową miejską z 2. poł. w. XX, przy ul. Kirowa (w dwudziestoleciu międzywojennym przy Albrechtowskiej, następnie, po r. 1936, przy 84 Pułku Strzelców Poleskich). Zwrócony prezbiterium na pn.-zach. Murowany z cegły, tynkowany na biało. Korpus nawowy na planie prostokąta, trzyprzęsłowy, o środkowym przęśle nieco szerszym, zryzalitowanym w elewacjach bocznych; od frontu kwadratowa wieża nieznacznie wtopiona w korpus, zamknięcie nawy prostą ścianą, z niewielką, płytką, trójbocznie zamkniętą wnęką (absydą), wtopioną w znacznie niższą w bryle zakrystię, prostokątną w planie, nieco węższą od korpusu, przylegającą do niego od pn.-wsch. Wnętrze salowe, o mocno wysuniętych filarach wspierających szerokie gurty, pomiędzy którymi rozpięte przęsła szerokiej kolebki sklepiennej, z lunetami. Kruchta nakryta sklepieniem krzyżowym, zakrystia i składzik stropami.

## Zagadnienia artystyczne
Piński kościół księży komunistów (zwanych też bartoszkami lub bartolomitami) należy do nielicznych świątyń tego zgromadzenia w I Rzeczypospolitej, a po kościele węgrowskim jest zapewne wśród nich najokazalszy. To druga świątynia wystawiona na tym miejscu – o pierwszym drewnianym kościele z r. 1695 nic w zasadzie nie wiadomo. Budowa obecnego gmachu przypadła na r. 1782, a więc moment, gdy nawet na prowincjonalnym Polesiu formy barokowe przeżywały swój schyłek. W tym jednak przypadku zdecydowano się na wzniesienie gmachu całkowicie należącego do tej stylistyki, a pod pewnymi względami nawet może anachronicznego. Są to jednak formy niebanalne i nie znajdujące analogii w architekturze Polesia, a nawet na obszarze W. Ks. Lit. tego czasu - bryła jest zwarta, z masywną wieżą. Trudno tę architekturę powiązać z innymi budowlami Pińska tego czasu, zachowanymi (jak pobliski kościół Bernardynów, budowany niemal równolegle, ale w znacznie bardziej konwencjonalnych formach), jak i niezachowanymi (kościoły Dominikanów, Jezuitów). Nie można również na obecnym etapie badań wskazać środowiska architektonicznego czy twórcy, który mógłby być projektantem tej niebanalnej świątyni.
Nic niemal nie wiadomo na temat budynku plebanii, która pełniła funkcję klasztoru. Był drewniany, najpewniej w typie dworu. Na najwcześniejszym znanym przekazie ikonograficznym kościoła, rysunku wykonanym w r. 1868 przez Helenę Skirmuntt, po prawej stronie widoczny jest zarys fragmentu budowli z malowniczym, łamanym dachem. 